# Taokas (jezik)
Taokas dijalekt (taoka, taokat; kod: bzg-tao), dijalekt jezika babuza [bzg] kojim su govorili pripadnici plemena Taokas (道卡斯族) na otoku Tajvanu, na području današnjih okruga Hsinchu i Miaoli, i kod grada Taichung. 
Nekada je bio priznat za samostalan jezik (identifikator toa). Pripadnici etničke grupe su sinizirani, ima ih još je nešto preživjelih u gradu Puli, danas više ne govore svojim jezikom.

## Vanjske poveznice
- Ethnologue (14th)
- The Taokas Dialect of Babuza (bzg)
- Taokas